# 浦上靖夫
浦上 靖夫（うらかみ やすお、1943年10月23日 - 2014年12月18日）は、日本のアニメーション音響監督。東京都出身。

## 来歴・人物
日本大学芸術学部卒。
1965年虫プロダクションに入社。1972年、独立して録音企画制作会社AUDIO PLANNING U設立。1981年録音スタジオエーピーユースタジオ設立。映画版『ドラえもん』や高畑勲監督作品をはじめとして数々の名作アニメの音響監督を務め、長年活躍したアニメーション音響監督の第一人者。音響技師では松田昭彦、庄司雅弘、横山正和、柏原満との関係が深かった。
息子・娘は同じく音響監督の浦上靖之・浦上慶子。主な弟子に小林克良と井澤基の2人がいる。
亡くなった翌年に公開された映画『名探偵コナン 業火の向日葵』のエンディング・ロールには、長年『名探偵コナン』シリーズの音響監督を務めてきた彼を悼んで「In memory of 浦上靖夫」という一文が添えられている。

## 主な参加作品

### テレビアニメ
1967年
- リボンの騎士（効果）※月岡弘と共同

1970年
- あしたのジョー（担当）

1972年
- 海のトリトン
- モンシェリCoCo

1974年
- アルプスの少女ハイジ

1975年
- アラビアンナイト シンドバットの冒険
- ドン・チャック物語 ※松浦典良と共同
- みつばちマーヤの冒険

1976年
- 母をたずねて三千里
- ピコリーノの冒険

1977年
- あらいぐまラスカル[4]

1978年
- ペリーヌ物語
- 野球狂の詩 ※松浦典良と共同

1979年
- 赤毛のアン
- ドラえもん ※大熊昭と共同、途中降板し劇場版に専念

1980年
- 怪物くん（第2作）
- 伝説巨神イデオン
- トム・ソーヤーの冒険

1981年
- 太陽の牙ダグラム[5]
- 名犬ジョリィ ※山田悦司と共同

1982年
- ゲームセンターあらし
- フクちゃん

1983年
- 装甲騎兵ボトムズ
- パーマン（第2作）※大熊昭と共同

1984年
- オヨネコぶーにゃん
- 機甲界ガリアン

1985年
- 蒼き流星SPTレイズナー
- 三国志
- オバケのQ太郎 ※大熊昭と共同
- プロゴルファー猿 ※TVシリーズは大熊昭と共同、途中から小林克良に交代
- 夢の星のボタンノーズ（音響プロデューサー）

1986年
- Mr.ペンペン

1987年
- エスパー魔美
- シティーハンター

1988年
- 美味しんぼ
- シティーハンター2

1989年
- シティーハンター3　※小林克良と共同
- チンプイ
- YAWARA!

1991年
- シティーハンター'91　※小林克良と共同
- 21エモン ※大熊昭と共同

1992年
- ママは小学4年生

1993年
- 海がきこえる
- 機動戦士Vガンダム

1994年
- 機動武闘伝Gガンダム
- 死にぞこない係長
- 中崎タツヤ スーパーギャグシアター
- 魔法騎士レイアース

1995年
- 新機動戦記ガンダムW

1996年
- ガンバリスト!駿
- 機動新世紀ガンダムX
- シティーハンター ザ・シークレット・サービス

1997年
- シティーハンター グッド・バイ・マイ・スイート・ハート

1998年
- ガサラキ
- ブレンパワード

1999年
- シティーハンター 緊急生中継!? 凶悪犯冴羽獠の最期
- 無限のリヴァイアス

2000年
- 機巧奇傳ヒヲウ戦記

2001年
- スクライド
- PROJECT ARMS

2002年
- 機動戦士ガンダムSEED
- 天使な小生意気
- 名探偵コナン ※第296話～第789話まで。第309話 - 第529話は井澤基と共同、第577話 - 第789話は浦上慶子と共同

2003年
- 高橋留美子劇場
- 高橋留美子劇場 人魚の森
- ブラック・ジャック2時間スペシャル 〜命をめぐる4つの奇跡〜 ※井澤基と共同
- プラネテス

2005年
- ガン×ソード

2006年
- コードギアス 反逆のルルーシュ ※井澤基と共同

2007年
- エレキング the Animation

2008年
- コードギアス 反逆のルルーシュR2 ※井澤基と共同

2009年
- ジャングル大帝 勇気が未来をかえる
- ルパン三世VS名探偵コナン ※鈴木清司と共同で音楽監督も兼任

2014年
- 名探偵コナン 江戸川コナン失踪事件 〜史上最悪の2日間〜 ※遺作、浦上慶子と共同

### 劇場アニメ
1980年
- ドラえもん のび太の恐竜 ※大熊昭と共同

1981年
- 機動戦士ガンダムII 哀・戦士編（オーディオディレクター）
- ドラえもん のび太の宇宙開拓史 ※大熊昭と共同
- 21エモン 宇宙へいらっしゃい!

1982年
- 機動戦士ガンダムIII めぐりあい宇宙編（オーディオディレクター）
- セロ弾きのゴーシュ
- ドラえもん のび太の大魔境

1983年
- ドラえもん のび太の海底鬼岩城
- ユニコ魔法の島へ

1984年
- ドラえもん のび太の魔界大冒険

1985年
- ドラえもん のび太の宇宙小戦争

1986年
- スーパーマリオブラザーズ ピーチ姫救出大作戦!
- ドラえもん のび太と鉄人兵団

1987年
- ドラえもん のび太と竜の騎士
- バツ&テリー
- ルパン三世 風魔一族の陰謀

1988年
- ドラえもん のび太のパラレル西遊記 ※大熊昭と共同
- 火垂るの墓

1989年
- サンリオアニメフェスティバル
- シティーハンター 愛と宿命のマグナム
- ドラえもん のび太の日本誕生
- ファイブスター物語

1990年
- サンリオアニメフェスティバル
- シティーハンター 百万ドルの陰謀　※小林克良と共同
- シティーハンター ベイシティウォーズ　※小林克良と共同
- ドラえもん のび太とアニマル惑星

1991年
- サンリオアニメフェスティバル
- ドラえもん のび太のドラビアンナイト

1992年
- アルスラーン戦記II
- ドラえもん のび太と雲の王国

1993年
- ドラえもん のび太とブリキの迷宮

1994年
- ウメ星デンカ 宇宙の果てからパンパロパン!
- ドラえもん のび太と夢幻三剣士
- 平成狸合戦ぽんぽこ

1995年
- ドラえもん のび太の創世日記
- 2112年 ドラえもん誕生

1996年
- ドラえもん のび太と銀河超特急

1997年
- ドラえもん のび太のねじ巻き都市冒険記

1998年
- ドラえもん のび太の南海大冒険

1999年
- ドラえもん のび太の宇宙漂流記
- のび太の結婚前夜

2000年
- ドラえもん のび太の太陽王伝説
- おばあちゃんの思い出

2001年
- ドラえもん のび太と翼の勇者たち
- がんばれ!ジャイアン!!

2002年
- ドラえもん のび太とロボット王国
- ぼくの生まれた日

2003年
- ドラえもん のび太とふしぎ風使い
- 名探偵コナン 迷宮の十字路

2004年
- ドラえもん のび太のワンニャン時空伝
- ドラえもんアニバーサリー25

2009年
- 名探偵コナン 漆黒の追跡者

2010年
- 名探偵コナン 天空の難破船

2011年
- 名探偵コナン 沈黙の15分

2012年
- 名探偵コナン 11人目のストライカー ※浦上慶子と共同

2013年
- 名探偵コナン 絶海の探偵 ※浦上慶子と共同
- ルパン三世VS名探偵コナン THE MOVIE

2014年
- 名探偵コナン 異次元の狙撃手

### OVA
1988年
- 機甲猟兵メロウリンク

1990年
- 天外魔境 自来也おぼろ変

1991年
- 機動戦士ガンダム0083 STARDUST MEMORY

1993年
- ぼくの地球を守って

1996年
- 機動戦士ガンダム 第08MS小隊
- 沈黙の艦隊

1997年
- 新機動戦記ガンダムW Endless Waltz

2007年
- 装甲騎兵ボトムズ ペールゼン・ファイルズ

2010年
- 装甲騎兵ボトムズ 幻影篇

2011年
- 装甲騎兵ボトムズ 孤影再び

2012年
- コードギアス 反逆のルルーシュ ナナリーinワンダーランド